# 全俄罗斯缙绅会议
全俄罗斯缙绅会议（羅馬化：zemskiy sobor，直译：「土地会议」）是16至17世纪俄罗斯沙皇国的各个王國境內的諸階層的议会，代表了俄罗斯的三种封建阶级：贵族和官僚、教士以及平民。伊凡四世于1549年首次召开缙绅会议，俄罗斯混乱时期，缙绅会议选举戈东诺夫为沙皇。1922年俄罗斯内战期间，米哈伊尔·康斯坦丁诺维奇·季捷里赫斯在符拉迪沃斯托克召开了阿穆尔河沿岸临时政府缙绅会议，选举尼古拉·尼古拉耶维奇大公为沙皇。